# Swissport
Swissport International Ltd., dont le siège se situe à Opfikon près de l'aéroport de Zurich en Suisse, est un fournisseur de services au niveau mondial pour les compagnies aériennes et les aéroports. Elle fournit des services de manutention aux avions pour environ 265 millions de passagers et gère 4,7 millions de tonnes de fret par an au nom de quelque 850 entreprises clientes dans le secteur de l'aviation. En 2022, Avec un effectif d'environ 68.000 employés, Swissport International AG a fourni des services au sol à quelque 186 millions de passagers (2021 : 97 millions) et a traité environ 4,8 millions de tonnes de fret (2021 : 5,1 millions) dans 117 centres de cargo à travers le monde. À la fin de l'année 2022, Swissport était présent dans 292 aéroports répartis dans 45 pays sur six continents.

## Historique
Département opérationnel historique de la compagnie aérienne Swissair, Swissport est fondée en 1996 en tant que Swissair Services de Manutention International, à la suite de la mise en place d'une stratégie globale d'externalisation des services internes de la Swissair, devenue entre-temps Swiss International Air Lines. Dans les années suivantes, la société s'est développée à la fois à la suite d'une croissance organique et par le biais de diverses acquisitions. Dans le cadre de la crise financière de Swissair, Swissport a été acheté par la firme britannique de capitaux privés Candover et en août 2005 par la société de construction espagnole Ferrovial. Pendant cette période, la société a connu une expansion grâce à diverses acquisitions. À la fin de 2010, Ferrovial a vendu Swissport pour 654 millions € à la firme de capitaux privés français PAI Partners.
En août 2013, Swissport a annoncé l'acquisition de son concurrent Servisair, qui avait acheté Handlex au Canada, qui faisait partie du Groupe Transat en 2012. En Décembre 2013, l'acquisition a été approuvée, sous réserve de conditions par la Commission européenne.
Au fil des ans, Swissport a été le récipiendaire de plusieurs prix de l'industrie, y compris le Ground Handling Award 2013, le Air Cargo Handling Agent de l'année 2014 (pour la sixième année consécutive) et Aviation Services au sol Global Company 2012 (pour la douzième année consécutive).
Le 31 juillet, 2015, on a annoncé que le groupe Chinois HNA, la société mère de Hainan Airlines, allait acheter Swissport pour 2,81 milliards $ US. "L'acquisition par HNA permettra à l'entreprise de se développer sur les marchés asiatiques sous-exploités et en Chine, en particulier grâce aux fortes racines de HNA dans la région ", Ricardo de Serdio, associé chez PAI Partners, a déclaré dans un communiqué de nouvelles. Swissport, la plus grande entreprise de manutention au sol et de fret, restera comme une entreprise autonome au sein du Groupe HNA, complétant ainsi les activités existantes de HNA, y compris l'aviation, la gestion de l'aéroport, de la logistique et du tourisme.
En mars 2018, Swissport a annoncé l'acquisition de son concurrent Aerocare et de ses filiales Skycare, Carbridge and EasyCart. Swissport possède aujourd'hui 100% d'Aerocare, le leader de la fourniture d’infrastructure et de service aéroportuaire en Australie et Nouvelle-Zélande.